# Бурячок Микола Іванович
Микола Іванович Бурячо́к (нар. 18 серпня 1911, Київ — пом. 13 січня 1977, Київ) — український радянський архітектор, живописець, реставратор, мистецтвознавець. Син художника Івана Бурячка.

## Біографія
Народився 5 [18] серпня 1911 року в місті Києві (нині Україна). Упродовж 1933—1935 років працював художником у Будинку культури заводу «Більшовик» у Києві. В якості декоратора оформляв вистави Київського оперного театру, Київського театру музичної комедії та Київського театру юного глядача.
1940 року навчався у Київському художньому інституті; у 1945—1950 — в Академії мистецтв Латвійської РСР у Ризі, де його викладачами були зокрема Лео Свемп та Уга Скулме.
Протягом 1957—1963 років брав участь у реставрації фресок Софіївського собору в Києві та відбудові Бахчисарайського палацу в Криму. Помер у Києві 13 січня 1977 року.

## Творчість
Працював у галузі монументального і станкового живопису (створював пейзажі). Серед робіт:
стінопис
- розписи плафонів у Палаці культури коксохімічного комбінату у місті Горлівці (1951, у співавторстві);
- розписи плафонів у Палаці культури в селищі Рутченковому (1955);
- панно (ескіз та його втілення) в Будинку культури у Новій Каховці (1956);
- мозаїчне панно в школі № 22 у Кременчузі (1965);
- фасадна стіна ресторану аеропорту «Жуляни» в Києві (1970);

живопис
- «Автопортрет» (1957);
- «Подвір'я Софії Київської» (1957);
- «Літо» (1958);
- «Вид на Поділ» (1958);
- «Жоржини» (1959);
- «Морські хвилі» (1960);
- «Квіти на вікні» (1962);
- «Хата в Седневі» (1962);
- «Зимовий краєвид в Криму» (1963).

Брав участь у розробленні проєкту Арки возз'єднання Росії та України в Києві.